# Serbis
Els serbis (en serbi: Srbi, en ciríl·lic: Срби) són un poble eslau del sud que viuen principalment a Sèrbia, Montenegro, Bòsnia i Hercegovina i, en una menor mesura, a Croàcia. Hi ha una diàspora gran de serbis a l'Europa occidental (bàsicament concentrat a Alemanya, Suïssa i Àustria), així com als Estats Units i el Canadà.

## Població
S'estima que la població total seria d'uns 9,5 milions de persones repartides de la següent manera:
- Sèrbia: 6.212.838 (2002)
- Bòsnia i Hercegovina: 1.669.120 (2006)
- Croàcia: 202.263 (2006)
- Montenegro: 200.897 (2003)
- Alemanya: 200.000-250.000
- Àustria: 177.320 (2001)
- EUA: 174.562 (2002)
- Austràlia: 97.315 (2001)
- Regne Unit: 70.000 (2005)
- França: 60.000-80.000
- Canadà: 55.540 (2001)
- Suïssa: 45.303 (2000)
- Albània: 40.000
- Eslovènia: 38.964 (2002)
- Macedònia del Nord: 35.939 (2002)
- Suècia: 35.000 (2001)
- Itàlia: 25.000
- Romania: 22.518 (2002)
- Resta: 50.000

Les poblacions urbanes amb un nombre més gran de serbis serien a Sèrbia: Belgrad (més d'1.500.000), Novi Sad (aprox. 300.000), Niš (aprox. 250.000); a Bòsnia i Hercegovina: Banja Luka (prop de 220.000), Kragujevac (aprox. 175.000) i Sarajevo (aprox. 130.000). Fora de la zona natural, Viena és on hi ha la població més gran de serbis seguida de Chicago, Illinois, Toronto i Ontario. Els 6,5 milions de serbis que viuen a Sèrbia representen al voltant d'un 66% de la població. Si agafem globalment l'antiga Iugoslàvia, al cens de 1991, els serbis representaven el 36% de la població amb uns 8,5 milions.

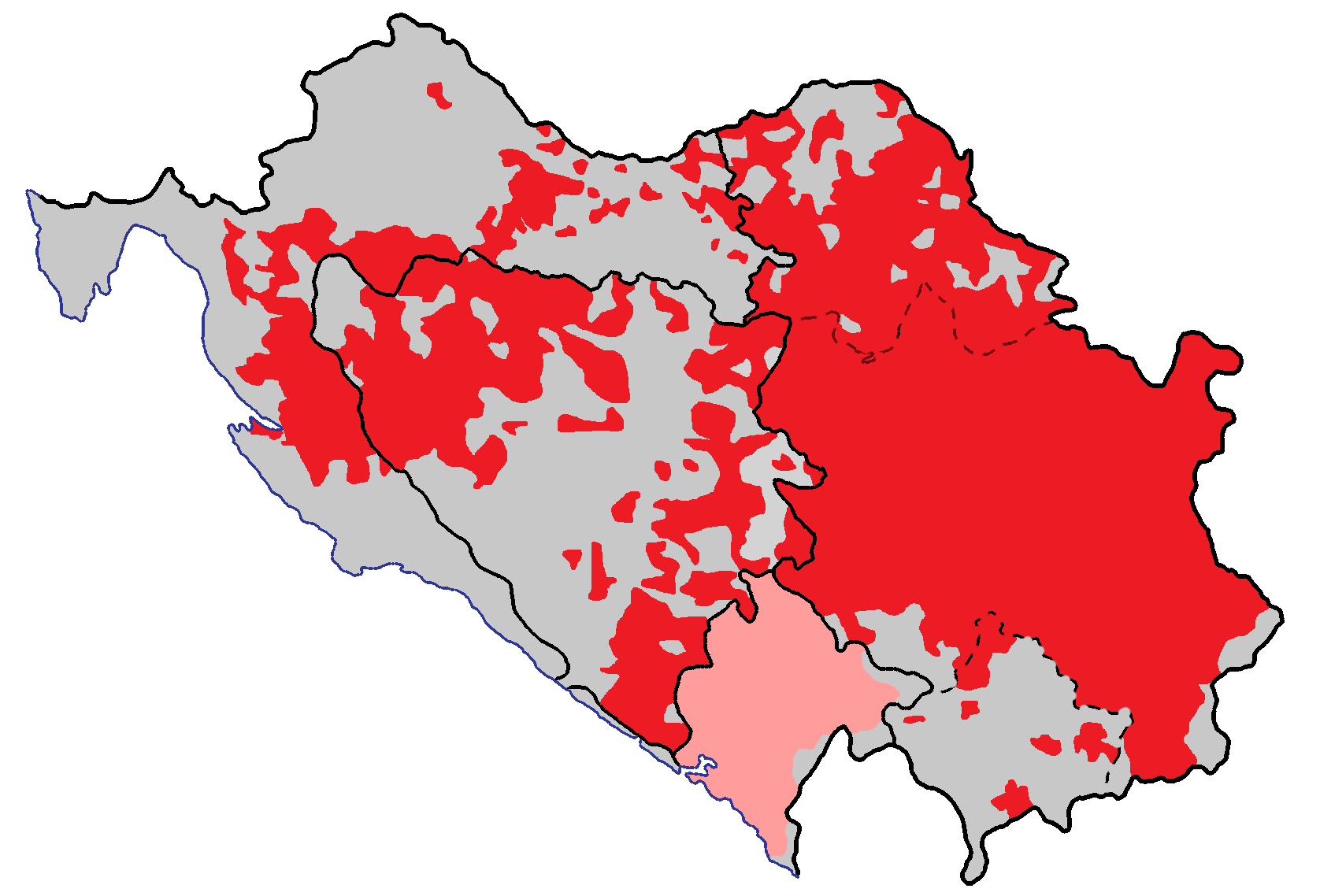
Serbis a Croàcia, Bosnia i Montenegro el 1981
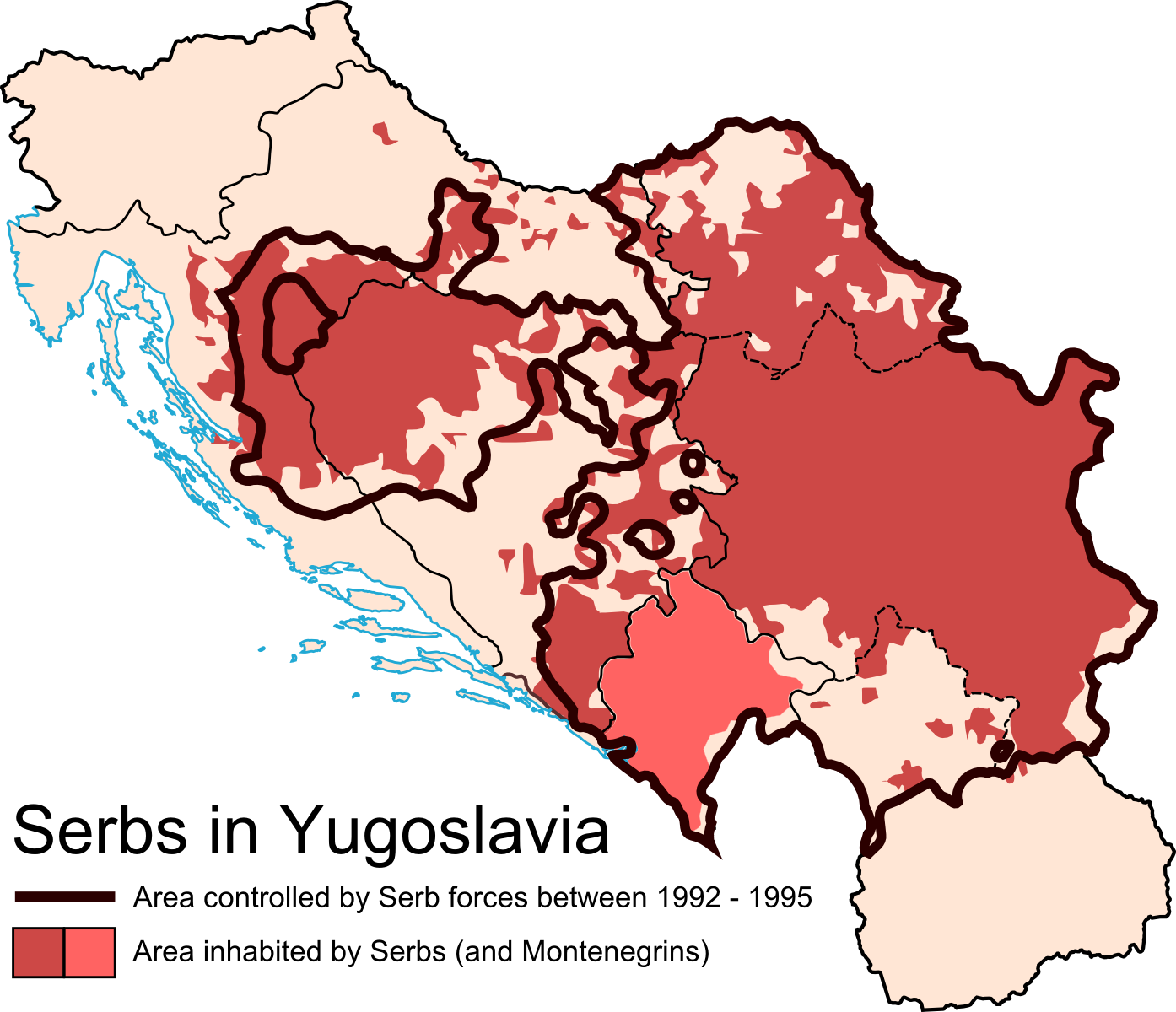
Serbis a Iugoslàvia entre 1992-95
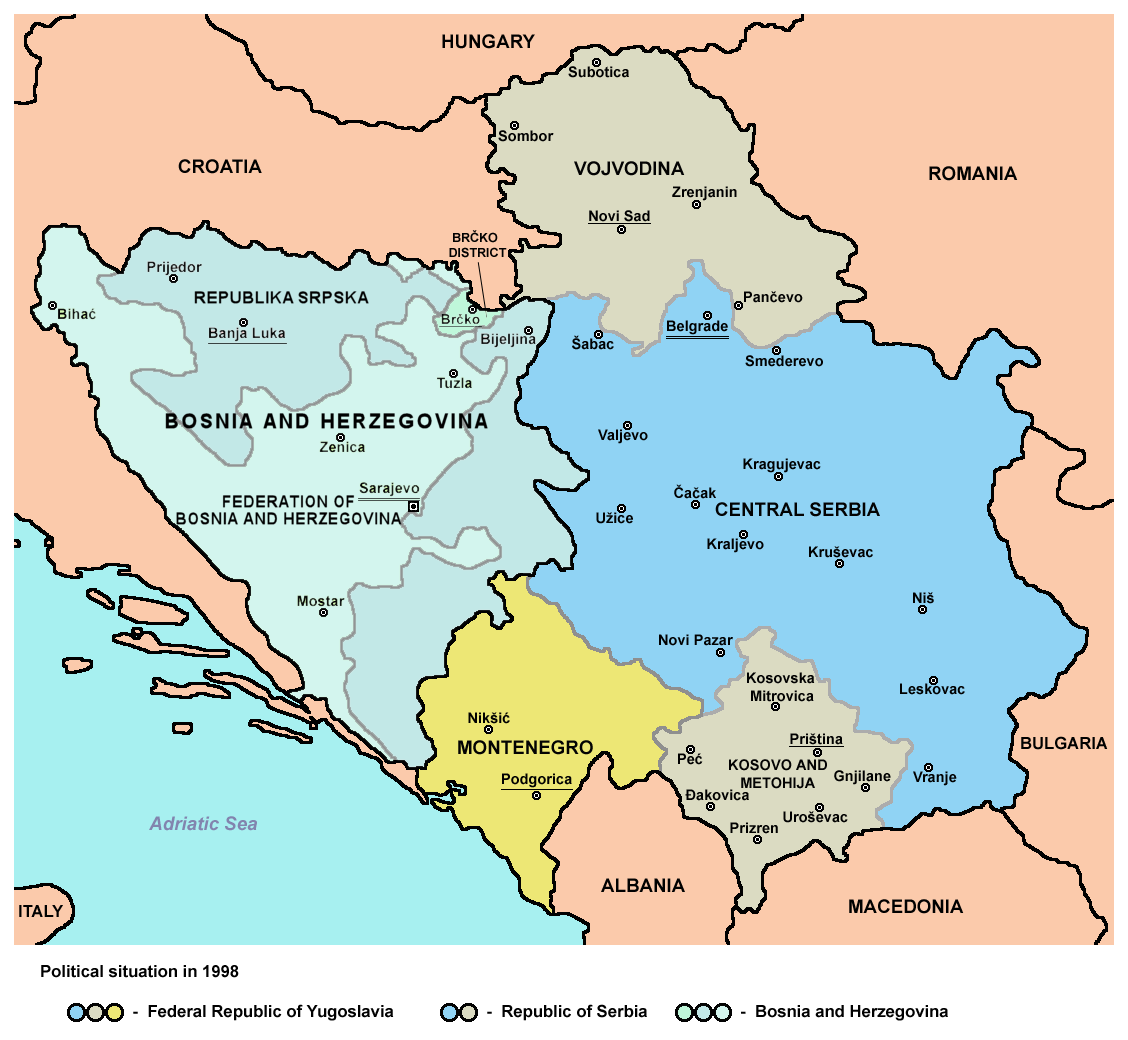
Els balcans el 2005
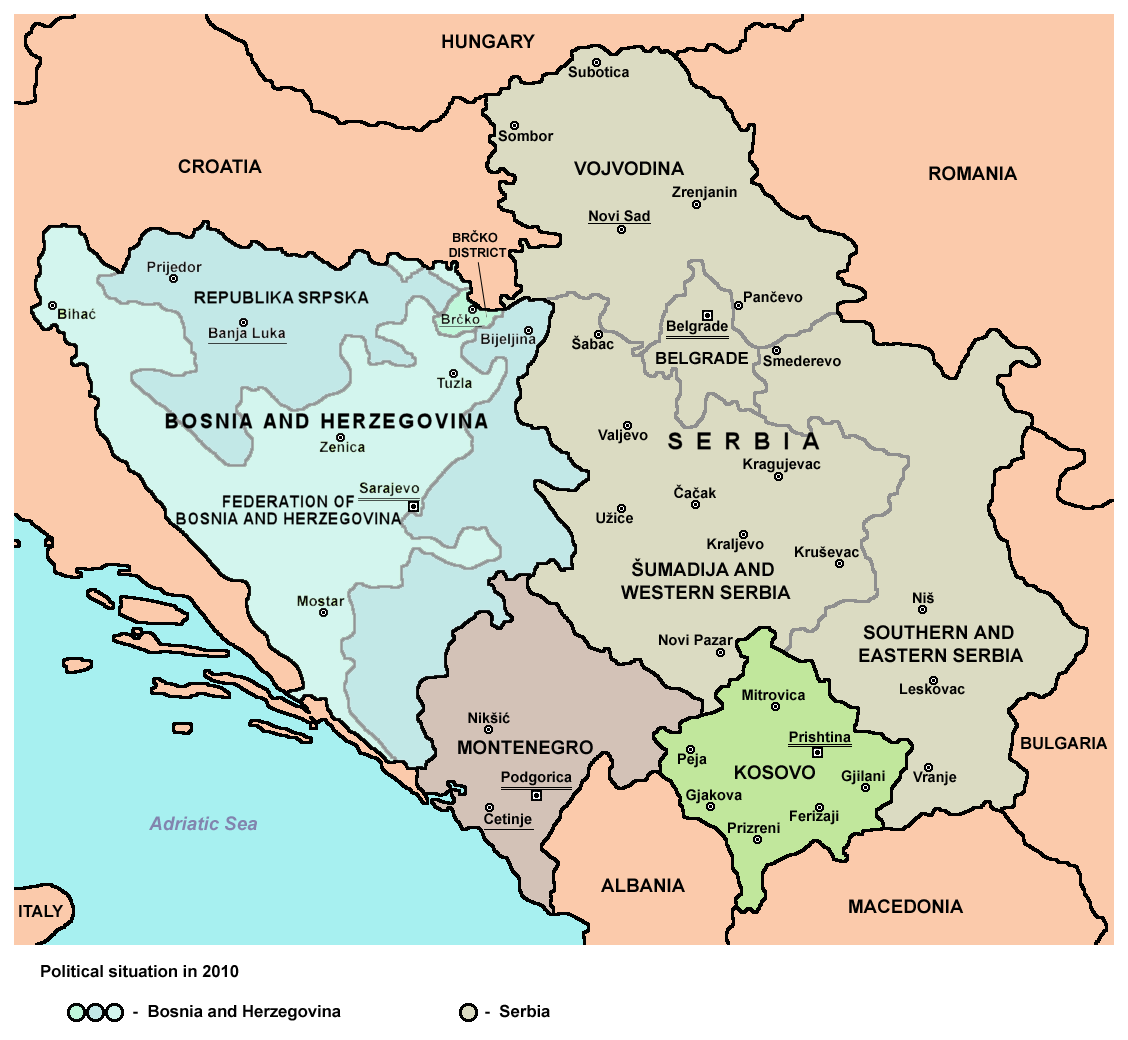
Els balcans el 2010